# Championnat du monde de hockey sur glace 1969
Navigation
Autriche 1967 Suède 1970
Le trente-sixième championnat du monde  de hockey sur glace et par la même occasion le quarante-septième championnat d’Europe a eu lieu en 1969 en Suède et en Yougoslavie.

## Contexte
C'est la première édition qui se déroule dans deux pays différents et à deux dates différentes. Ainsi alors que les groupes B et C jouent en février en Yougoslavie respectivement à Ljubljana et à Skopje, le groupe A se déroule en Suède dans la ville de Stockholm en mars.
Vingt nations participent au championnat du monde et le groupe A n'en contient que six qui vont alors s'affronter, selon les souhaits de la Fédération internationale de hockey sur glace, en matchs aller-retour. De plus, le classement particulier des équipes européennes est le seul à rentrer en jeu pour déterminer le champion d'Europe.

## Groupe A
Le groupe A a joué ses matchs du 15 au 30 mars.

### Résultats
| Matchs aller | Matchs retour |
| --- | --- |
| 15 mars - Tchécoslovaquie 6–1 Canada - Suède 6–3 Finlande - URSS 17–2 États-Unis 16 mars - Canada 5–1 Finlande - Suède 2–4 URSS - Tchécoslovaquie 8–3 États-Unis 18 mars - Tchécoslovaquie 7–4 Finlande - Suède 8–2 États-Unis - URSS 7–1 Canada 19 mars - URSS 6–1 Finlande - Suède 2–0 Tchécoslovaquie 20 mars - Canada 5–0 États-Unis 21 mars - Suède 5–1 Canada - URSS 0–2 Tchécoslovaquie 22 mars - Finlande 4–3 États-Unis | 23 mars - URSS 8–4 États-Unis - Suède 5–0 Finlande - Tchécoslovaquie 3–2 Canada 24 mars - Suède 2–3 URSS 25 mars - Tchécoslovaquie 4–2 Finlande - Canada 1–0 États-Unis 26 mars - URSS 7–3 Finlande - Tchécoslovaquie 6–2 États-Unis 27 mars - Suède 4–2 Canada 28 mars - URSS 3–4 Tchécoslovaquie 29 mars - Canada 6–1 Finlande - Suède 10–4 États-Unis 30 mars - Finlande 7–3 États-Unis - Suède 1–0 Tchécoslovaquie - URSS 4–2 Canada |

### Classement du championnat du monde
|        | Équipe          | PJ | V | N | D  | BP | BC |
| ------ | --------------- | -- | - | - | -- | -- | -- |
| Or     | URSS            | 10 | 8 | 0 | 2  | 59 | 23 |
| Argent | Suède           | 10 | 8 | 0 | 2  | 45 | 19 |
| Bronze | Tchécoslovaquie | 10 | 8 | 0 | 2  | 40 | 20 |
| 4      | Canada          | 10 | 4 | 0 | 6  | 26 | 31 |
| 5      | Finlande        | 10 | 2 | 0 | 8  | 26 | 52 |
| 6      | États-Unis      | 10 | 0 | 0 | 10 | 23 | 74 |

### Classement du championnat d’Europe
|        | Équipe          | PJ | V | N | D | BP | BC |
| ------ | --------------- | -- | - | - | - | -- | -- |
| Or     | URSS            | 6  | 4 | 0 | 2 | 23 | 14 |
| Argent | Suède           | 6  | 4 | 0 | 2 | 18 | 10 |
| Bronze | Tchécoslovaquie | 6  | 4 | 0 | 2 | 17 | 12 |
| 4      | Finlande        | 6  | 0 | 0 | 6 | 13 | 35 |

### Composition de l'URSS
L'équipe soviétique est alors composée des joueurs suivants :
- Viktor Poutchkov, Viktor Zinger (gardien),
- Aleksandr Ragouline, Viktor Kouzkine, Vitali Davydov (défenseurs),
- Igor Romichevski, Vladimir Loutchenko, Ievgueni Paladiev, Anatoli Firsov, Valeri Kharlamov, Aleksandr Maltsev, Vladimir Petrov, Viatcheslav Starchinov, Ievgueni Zimine, Viktor Poloupanov, Boris Mikhailov, Vladimir Vikoulov, Aleksandr Iakouchev, Vladimir Iourzinov, Ievgueni Michakov (attaquants).

L'équipe est entraînée par Anatoli Tarassov et Arkadi Tchernychev

## Groupe B
Les matchs du groupe B se sont déroulés du 28 février au 9 mars.

### Résultats
2 mars
- Pologne 9–1 Autriche

3 mars
- Allemagne de l'Est 11–2 Roumanie

3 mars
- Allemagne fédérale 5–0 Norvège
- Pologne 5–2 Italie
- Yougoslavie 2–1 Autriche

4 mars
- Norvège 5–4 Roumanie
- Allemagne de l'Est 6–1 Allemagne fédérale

5 mars
- Autriche 3–1 Italie
- Yougoslavie 1–4 Pologne

6 mars
- Allemagne de l'Est 11–3 Autriche
- Pologne 5–1 Norvège
- Allemagne fédérale 5–1 Italie
- Yougoslavie 4–4 Roumanie

8 mars
- Yougoslavie 3–3 Norvège
- Allemagne fédérale 8–0 Autriche
- Roumanie 5–2 Italie
- Allemagne de l'Est 4–1 Pologne

9 mars
- Norvège 10–2 Italie
- Pologne 3–2 Allemagne fédérale
- Roumanie 5–4 Autriche
- Yougoslavie 1–6 Allemagne de l'Est

### Classement
|   | Équipe             | PJ | V | N | D | BP | BC |
| - | ------------------ | -- | - | - | - | -- | -- |
| 1 | Allemagne de l'Est | 7  | 7 | 0 | 0 | 62 | 13 |
| 2 | Pologne            | 7  | 6 | 0 | 1 | 31 | 13 |
| 3 | Yougoslavie        | 7  | 3 | 2 | 2 | 17 | 20 |
| 4 | Allemagne fédérale | 7  | 4 | 0 | 3 | 28 | 16 |
| 5 | Norvège            | 7  | 2 | 2 | 3 | 26 | 35 |
| 6 | Roumanie           | 7  | 2 | 1 | 4 | 24 | 36 |
| 7 | Autriche           | 7  | 1 | 1 | 5 | 15 | 39 |
| 8 | Italie             | 7  | 0 | 0 | 7 | 10 | 41 |

## Groupe C
Les matchs du groupe C ont été joués entre le 24 février et le 2 mars.

### Résultats
24 février
- Japon 3–4 Bulgarie
- Suisse 11–1 Hongrie
- Pays-Bas 4–3 Danemark

25 février
- Suisse 8–0 Pays-Bas

26 février
- Hongrie 5–3 Bulgarie
- Japon 11–1 Danemark

27 février
- Pays-Bas 7–5 Bulgarie
- Japon 6–3 Hongrie
- Suisse 9–0 Danemark

28 février
- Japon 11–0 Pays-Bas

1er mars
- Hongrie 4–1 Danemark
- Suisse 11–3 Bulgarie

2 mars
- Bulgarie 4–2 Danemark
- Hongrie 13–1 Pays-Bas
- Suisse 2–5 Japon

### Classement
|   | Équipe   | PJ | V | N | D | BP | BC |
| - | -------- | -- | - | - | - | -- | -- |
| 1 | Japon    | 5  | 4 | 0 | 1 | 36 | 10 |
| 2 | Suisse   | 5  | 4 | 0 | 1 | 41 | 9  |
| 3 | Hongrie  | 5  | 3 | 0 | 2 | 26 | 22 |
| 4 | Pays-Bas | 5  | 2 | 0 | 3 | 12 | 40 |
| 5 | Bulgarie | 5  | 2 | 0 | 3 | 19 | 28 |
| 6 | Danemark | 5  | 0 | 0 | 5 | 7  | 32 |